# Erica carnea
Espèce
Classification phylogénétique
La Bruyère carnée, Bruyère couleur de chair, Bruyère des neiges ou Bruyère des Alpes (Erica carnea L.) est une bruyère des montagnes d'Europe centrale et méridionale.

## Description
La bruyère des Alpes est un arbuste nain (jusqu'à 25 cm de haut) et étalé. Les feuilles linéaires sont verticillés par quatre.
Les fleurs rouges ou roses, « couleur chair » ont donné le nom à l'espèce. Elles mesurent de 5 à 6 mm, en clochettes étroites réunies en grappes unilatérales serrées. Les anthères pourpres sont protubérantes.

## Habitat
Cette bruyère pousse dans les Alpes jusqu'à 2700 m en terrain calcaire.
On la rencontre dans les pays suivants  : dans les Alpes en Autriche, en Allemagne, en France, en Suisse et en Slovénie, et dans les Balkans en Albanie, en Croatie, en Macédoine et en Serbie.

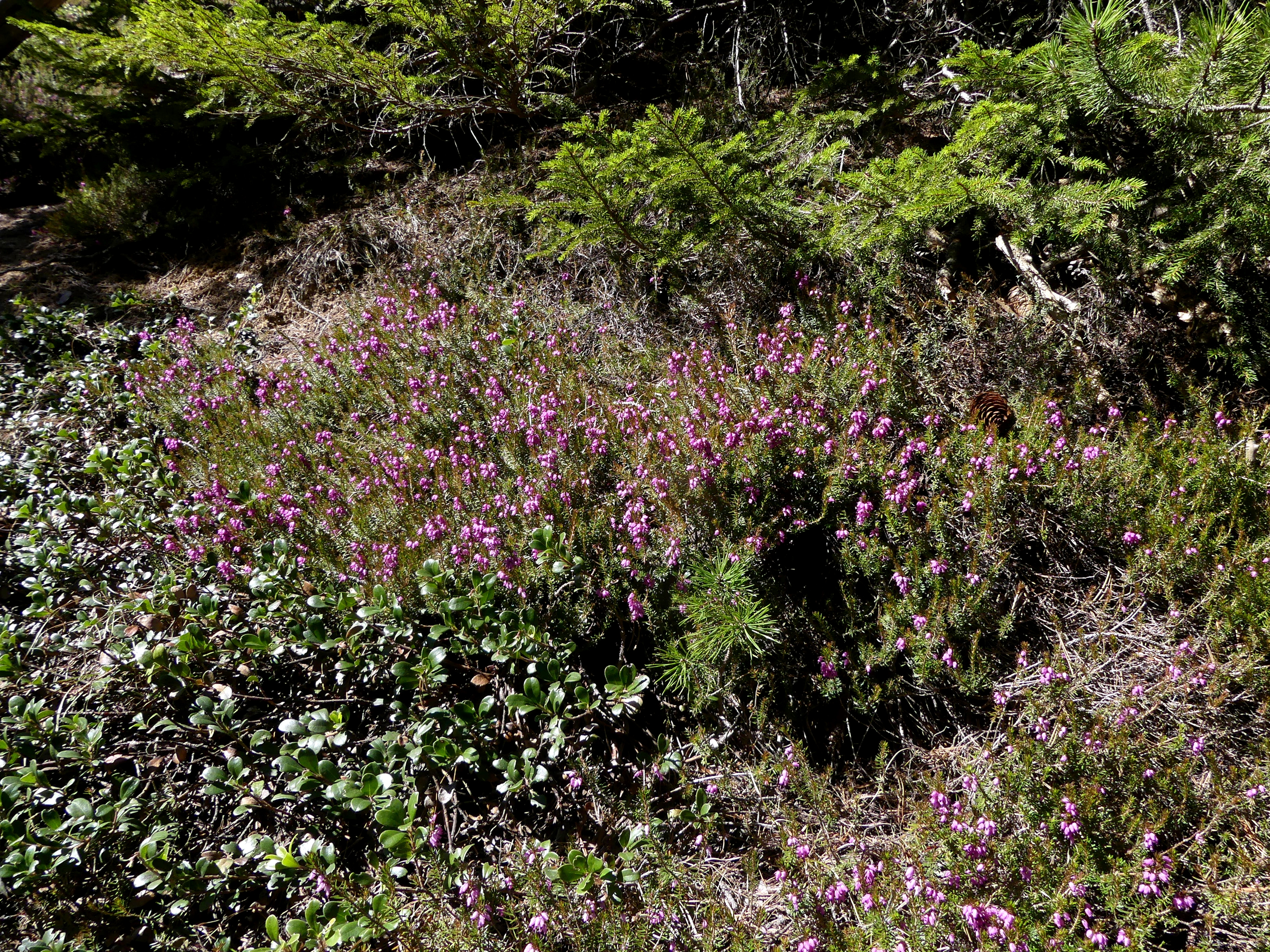
Bruyères des neiges sauvages au pied du monolithe de Sardières.

Très rare en France à l'état sauvage, elle est protégée au niveau national. On la rencontre en Savoie (plus particulièrement en Haute Maurienne dans le secteur compris entre Sollières-Sardières, au pied du monolithe, et Lanslebourg) et dans les Alpes-maritimes,,.
En Suisse, on en trouve dans les Préalpes et les Alpes vaudoises notamment dans le vallon de Nant, dans les Préalpes fribourgeoises, en Valais, dans l'Oberland bernois, dans les Alpes d'Uri, Schwytz et Unterwald, les cantons de Saint-Gall, de Glaris, du Tessin et des Grisons, notamment dans le Parc national suisse.

### Erica erigena
Erica erigena (syn. E. carnea subsp. mediterranea), un taxon arbustif de 1 à 2,5 m, est à distribution atlantique : Irlande, France (Gironde), Espagne et Portugal, et méditerranéenne : Baléares et Nord du Maroc.

## Culture

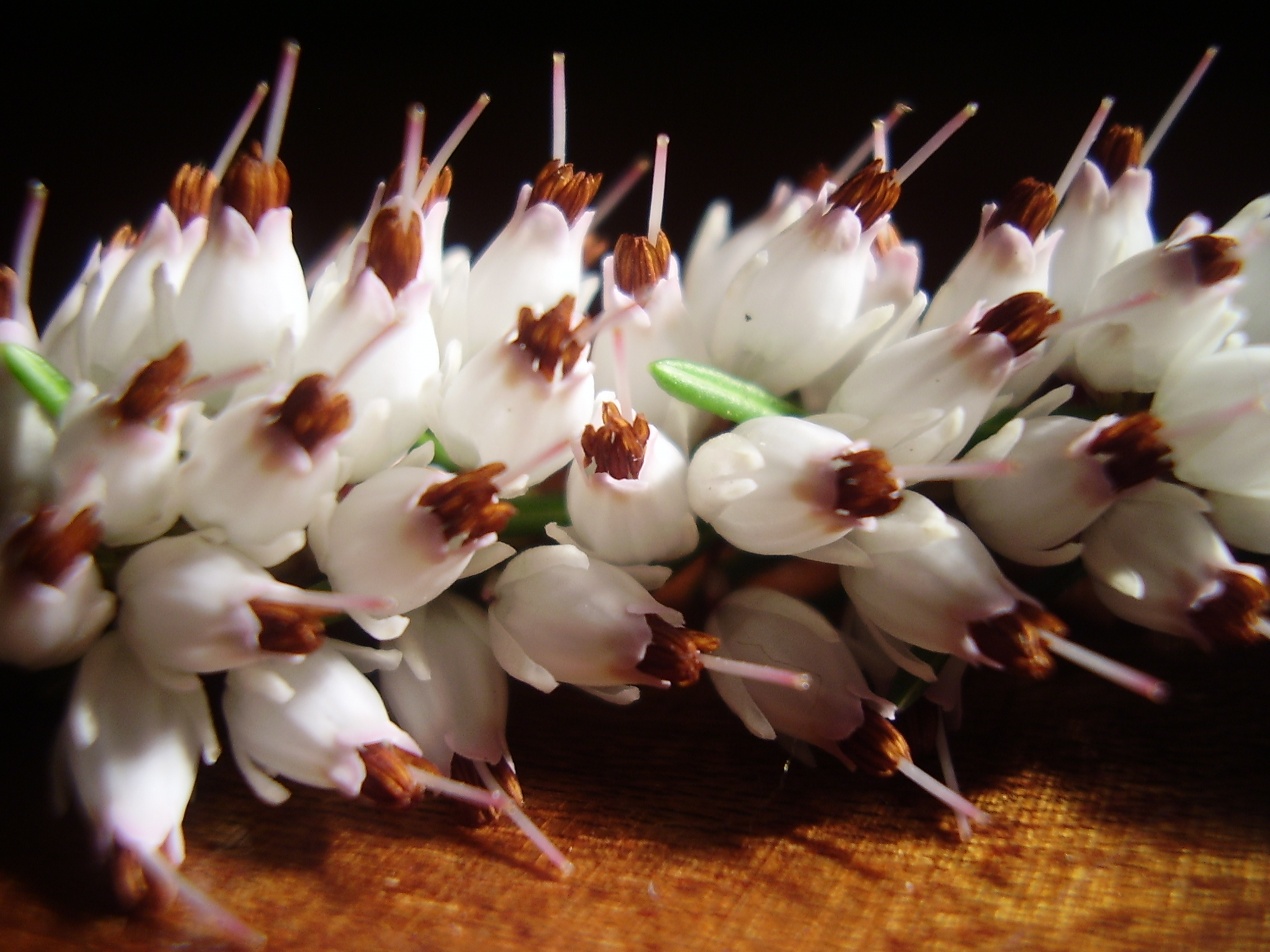
Détail de la fleur (écotype blanc)

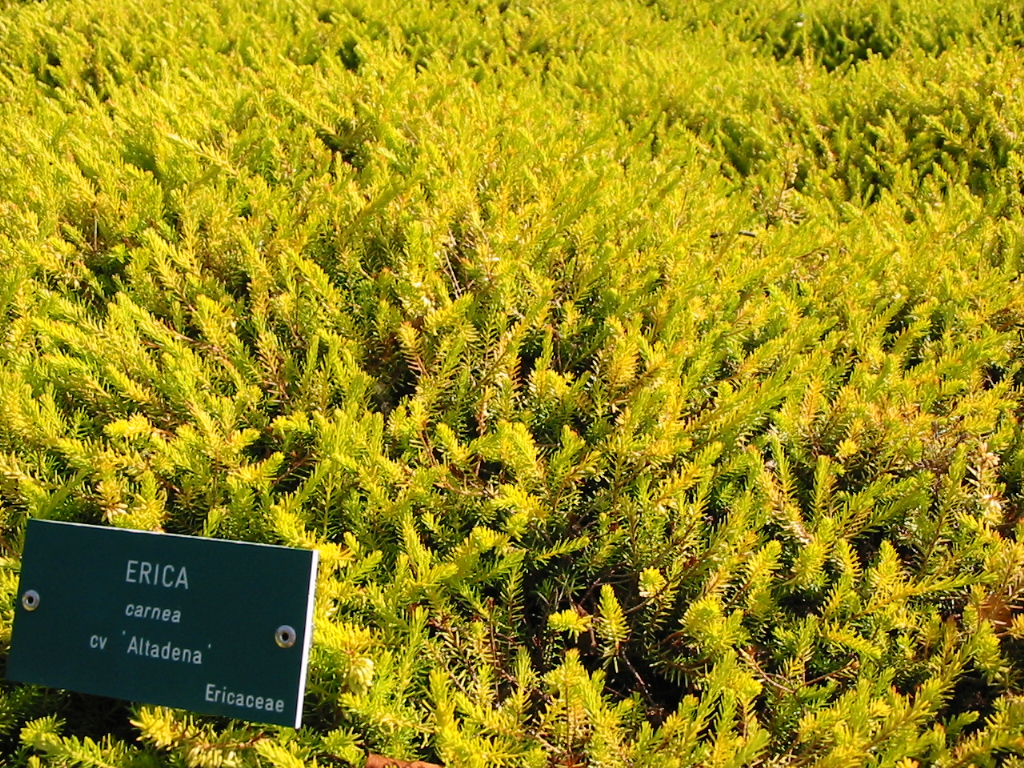
Erica carnea 'Altadena' en été

Erica carnea est très rustique. Comme cette espèce supporte le calcaire, elle est fréquemment cultivée dans les jardins d'ornement.
Plusieurs sélections en différentes couleurs allant du blanc, comme 'Snow Queen' et 'Springwood White', au rouge foncé, comme 'Myreton Ruby', sont fréquemment proposées. Certaines, comme 'Praecox Rubra' fleurissent déjà en novembre, d'autres, comme 'Vivellii', sont encore en fleur en avril.

### La Bruyère de Darley
La bruyère de Darley, Erica ×darleyensis Bean, est un hybride Erica carnea × Erica erigena. Cette bruyère de taille plus élevée, a été obtenue par J. Smith & Sons, Darley Dale vers 1890. Erica ×darleyensis est moins rustique que Erica carnea.
Plusieurs clones sont en culture, notamment 'Darley Dale' à fleurs roses, 'Silberschmelze' à fleurs blanches à longue floraison (novembre à mai) et 'Kramer's Rote' à fleurs rouges.

### Erica carnea
- (fr) Tela Botanica (France métro) : Erica carnea L.
- (en) GRIN : espèce Erica carnea L.
- (en) NCBI : Erica carnea (taxons inclus)

### Erica erigena
- (fr) Tela Botanica (France métro) : Erica erigena R. Ross
- (en) GRIN : espèce Erica erigena R. Ross
- (en) NCBI : Erica erigena (taxons inclus)

### Erica×darleyensis
- (fr) Tela Botanica (France métro) : Erica ×darleyensis Bean
- (en) GRIN : espèce Erica ×darleyensis Bean